# 塔门 (科莫)

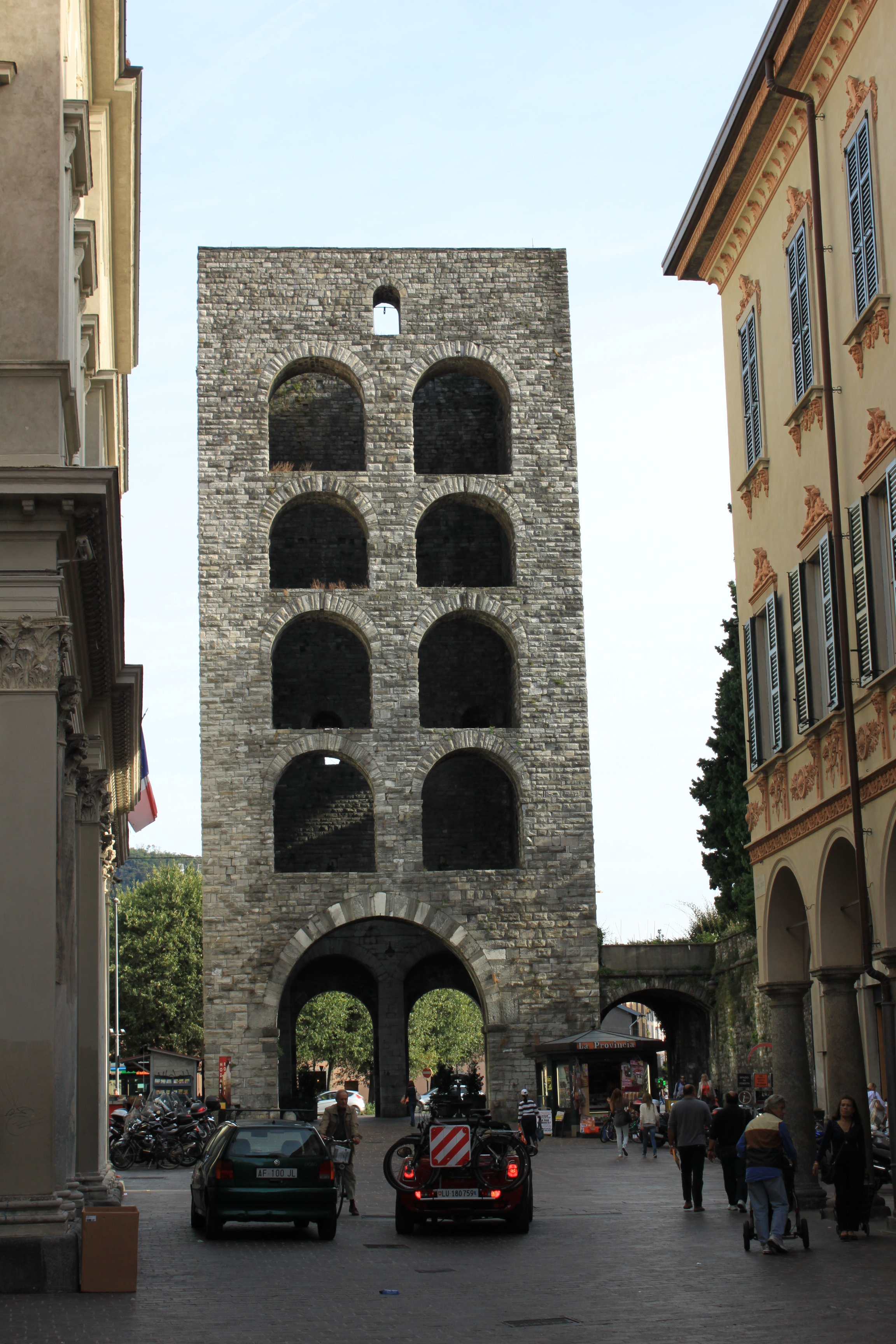
塔门内侧

塔门（Porta Torre）又名Torre di Porta Vittoria) 是意大利北部伦巴第大区科莫城的主要防御塔。它高40米，建于1192年，保卫着城市的主要入口。

## 历史
在1127年科莫和米兰之间的战争结束时，赢得冲突的米兰人拆除了科莫建于古罗马时代的古老城墙。战败后，科莫决定与德国皇帝腓特烈一世（巴巴罗萨）结盟，以对抗米兰在伦巴第的霸权。1154年，皇帝第一次来到意大利，同意重建科莫的防御墙（在城镇周围仍然可见）。几年后，在1192年，该城的统治者决定加强南面的防御工事，在新建的城墙上增加了三座大型防御塔。其中令人印象最深刻的一座，作为城镇的主要入口，位于城墙的中央，就在通往米兰的道路前面，作为城镇独立的象征。
在14世纪，这座巨大的塔楼又增建了一个小型菱堡，里面装有一些高架火炮， 两侧是两座较小的五角形塔楼。在十六世纪，塔楼进一步加固，增加了半圆形堡垒，但如今所有这些建筑都已不可见。

## 建筑
塔门是意大利保存较好的罗曼式军事建筑之一。 这座方形的大型防御工事，在外立面有两个拱门入口，但是其中有一个入口，在内侧比外侧的要宽。 塔楼在外侧的外观宏大凝重，而在面向城市的一侧较为轻盈，设有连续四层的拱门，其对应的四个内部楼层，原为木制，早已被毁坏。这可能存在一个战略动机：如果敌人设法占领了塔楼，他们将会受到来自防御工事内部的友军的攻击。
离塔不远的地方是古罗马城墙和城门的废墟，可能可以追溯到帝国时代。这些遗迹被称为“大门”（拉丁语：“Porta Pretoria”），但是传统上，这个名字的城门应该位于城墙的东侧。